# 谷村志穂
谷村 志穂（たにむら しほ、1962年10月29日 - ）は、日本の小説家。北海道札幌市白石区生まれ、東京都在住。

## 略歴
北海道札幌市白石区に生まれる。父親は勇払郡追分町（現安平町）、母親は函館市出身。北海道札幌西高等学校、北海道大学農学部卒業。応用動物学を専攻。指導教官は森鷗外の孫、森樊須だった。スカッシュラケット部所属。
出版社勤務を経て、フリーライターとなる。1990年11月、初エッセイ集『結婚しないかもしれない症候群』を刊行。翌年テレビドラマ化。
1991年、処女小説『アクアリウムの鯨』（八曜社／角川文庫）を発表し小説家デビュー。
37歳のときに結婚し、38歳で出産をした。
2003年、郷里の北海道を舞台に描いた『海猫』（新潮社）で第10回島清恋愛文学賞を受賞。母親の出身地である函館市への思い入れが強く、代表作『海猫』も函館が舞台であり、新聞・雑誌等のエッセイでも同市の話題を多く取り上げている。
函館近郊七飯町の大沼を舞台とした小説『大沼ワルツ』（小学館のPR誌「本の窓」連載）が縁で、2015年12月より七飯町観光大使を務める。
2017年には青森りんごにまつわるエッセイ集『ききりんご紀行』の発刊により青森りんごのファンづくりに貢献したとして「青森りんご勲章」を受賞した。

## 人物
- 1975年の広島東洋カープ初優勝の時からカープの大ファン[4][5]。
- アナウンサーの高野美佐とは高校・大学の同期生で親交が深い[6]。

## 作品

### 小説

#### 1990年代
- アクアリウムの鯨（1991年5月 八曜社 / 1995年9月 角川文庫）
- フレンズ（1991年7月 芸文社 / 1993年10月 集英社文庫）
- 十四歳のエンゲージ（1991年11月 東京書籍 / 1995年4月 講談社文庫）
- 蜜柑と月（1992年7月 角川書店 / 1994年11月 角川文庫）
  - 収録作品：夜のほとり / 蜜柑と月 / ベランダの隣人 / もっと近くに / 夏の夜に彼女と
- ハウス（1992年8月 集英社 / 1995年8月 集英社文庫）
- 眠らない瞳（1993年7月 講談社 / 1996年8月 講談社文庫）
- 少年の憂うつ 少女の微熱（1993年9月 集英社 / 1996年9月 集英社文庫 『シティ』に改題）
  - 収録作品：図書館は遠い / 春の兎 / パール・ホワイトのキャミソール / 神宮で始まる空の高い夏 / 夜汽車 / サボテンの宿 / 女優と犬と赤い鼻 / 今朝のスープ、清潔なテーブル・クロス / 波の音が聞こえたら私は… 青い家のひとり娘
- エデンの旅人たち（1994年4月 主婦の友社 / 1998年3月 集英社文庫）
- ナチュラル（1994年4月 幻冬舎）
- 自殺倶楽部（1994年9月 集英社 / 1997年9月 集英社文庫）
- 僕らの広大なさびしさ（1995年2月 福武書店 / 1998年6月 幻冬舎文庫）
- 花のような人（1995年9月 角川書店 / 1998年4月 角川文庫 「君はなぜ泳ぐのをやめるんだ」に改題）
  - 収録作品：いつかジゼルを踊る人 / 花のような人 / 雛祭り / 雪はどんなもの? / 月で飲むビール / アワ・スウィート・ルーム / ジグソー・パズル / 銀河に浮かんだ耳朶 / ブリッジする女 / とても若い妻 / 私にも猫が飼えるかしら / クール・ダウン / ゆっくり歩いて、そこへ行く / 君はなぜ泳ぐのをやめるんだ / 一瞬ひらき、俄かに散ってゆく
- ジョニーになった父（1995年12月 集英社 / 1998年9月 集英社文庫）
- 十六歳たちの夜（1996年7月 東京書籍 / 1999年12月 講談社文庫）
- アリスの旅行短編集（1996年8月 読売新聞社 / 1999年6月 幻冬舎文庫 「アリスの旅行小説集」に改題）
  - 収録作品：ある日、金色のマントが / カンポンの花嫁 / 菊花茶のような十六歳 / 鯨 / ソカロを見下ろすカフェ / ピアスの痛み / 巨大な像の目 / ジェノヴァで生まれた猫 / 女神に抱かれにきた女
- 助教授ルリ子の恋（1998年2月 集英社）
- なんて遠い海（1998年9月 新潮社 / 2001年10月 集英社文庫）
  - 収録作品：暗がりのローランサン美術館 / 最終公演、ワーグナー / 夜学教師 / 海に抱かれて / なんて遠い海 / 雪渓 / 戻り雪 / 今日も猫に話しかけてみる / シオールの海
- 黒猫ロック（1998年12月 角川春樹事務所 / 2006年5月 ハルキ文庫 「今日もブランコと泣く」に改題）
  - 収録作品：雨のガードレール / 今日もブランコと泣く / 黒猫ロックは窓辺に来る / Hero/ヒーロー / 星の並ぶレストラン / ミスドン / ルーキーたち / 放課後の匂い / 僕らの子らに / 沐浴する幼い女。 / Yo-! / 愛を教えて / White love / ホワイトロード
- シュークリアの海（1999年11月 集英社 / 2002年8月 集英社文庫）
  - 収録作品：シュークリアの海 / 島は沈まない / バットマン / 私はなぜ、あんなに買ってしまったのだろう?

#### 2000年代
- 妖精愛（2001年2月 河出書房新社 / 2004年3月 集英社文庫）
  - 収録作品：妖精愛 / 大地がお腹をすかせて / アロエの女王 / のぞき部屋 / チェーン / 美味しいポップコーン / ブルー・ラグーン / ルーキーたちの春 / ガラス魚
- レッスンズ（2002年1月 講談社 / 2005年1月 講談社文庫）
- 海猫（2002年9月 新潮社 / 2004年9月 新潮文庫）
- ベリーショート（2003年5月 集英社文庫）
- Curtain（2003年10月 実業之日本社 / 2006年5月 集英社文庫 「カーテン」に改題）
  - 収録作品：Curtain / 私からの風船 / 一夜 / 黄鳥 / 左腕とキャッチボール / 結婚招待状 / 十年目のパーソナリティ / Curtain call
- アイ・アム・ア・ウーマン（2004年3月 幻冬舎 / 2005年4月 幻冬舎文庫）
- 黒い天使になりたい（2004年3月 河出書房新社 / 2009年4月 河出文庫）
  - 収録作品：クランベリー・ジュース / ナニカサミシイ / トマトと彼のこと / カフェ・テーブル / モンキー / Real heartを探しに / 愛しのガリガリ君 / 最終コーナー / リターン/返信 / ジュリエットは涙する / 秘密 / そのロードをもう一度 / 日曜の夜、ラジオボイス / 白鳥たちは遊ぶ / 風の岬 / 99ri海岸 / 宇宙の中の独りぼっち / 黒い天使になりたい / 三十代の結婚 / ルルの子供たち / 白猫ミントン / コタロウがやって来た冬
- 雀（2004年10月 河出書房新社 / 2008年3月 新潮文庫）
- 白の月（2004年11月 集英社 / 2007年1月 集英社文庫）
  - 収録作品：白の月 / 祭り恋 / 卵色の愛 / 冬瓜色 / 一雨ごとに / 鳩の血 / 発火 / 蒼い水
- Conversation!（2005年3月 集英社文庫）
  - 収録作品："It's really a girl's time"in Australia / Fall in and out of love / Eyes spoke / Ich bin eine Mowe / You,always welcome / I am a free fish! / Don't hang up / Miss Destiny / You have to treat me nice / Jambo! / Hi!Freshmeat / Let me know about you! / She was too honest / You are weak / It's a very famous story / I was a Tonga baby / 'Cause I am a princess / Replicate me / Manaste! / I'm on the way to… / I don't want to lose control / You know "why"? / I'm going bananas / It was always up to me / Prost! / I'll let you go free
- 余命（2006年5月 新潮社 / 2008年12月 新潮文庫）
- 静寂の子（2006年7月 祥伝社 / 2009年10月 新潮文庫 「冷えた月」に改題）
- 黒髪（2007年11月 講談社 / 2010年9月 講談社文庫）
- 蒼い乳房（2007年11月 新潮文庫）
  - 収録作品：夜のほとり / 雪はどんなもの? / White love / キャメルのコートを私に / サボタージュ / キャンプ / 赤い靴のソウル / 娘の誕生日 / ヒトリシズカ / 蒼い乳房
  - 表題作は「海猫」の主人公・薫の少女時代の物語。
- 雪になる（2008年1月 新潮社 / 2011年1月 新潮文庫）
  - 収録作品：雪になる / 上等な玩具 / ねじれた親指 / かさかさと切手 / ここにいる / 三つ葉
- みにくいあひる（2008年3月 文藝春秋 / 2011年4月 文春文庫）
  - 収録作品：カントリー・ガール / 泡立つ海 / フタコブラクダ / きれいな体 / ネイル / みにくいあひる
- ムーヴド（2008年5月 実業之日本社 / 2010年12月 実業之日本社文庫）
- フラワーズ（2008年7月 角川春樹事務所）
- 恋のいろ（2008年7月 集英社文庫）
  - 収録作品：透明：水たまり / 泣かないで / あげてもいい / ガラス瓶の中、白：白いマフラー / 葬送 / そのときの色 / 喪失の花、銀：白鳥の浮かぶ銀の湖 / 銀河系 / 蝶々 / 銀の目、空色：その、カーディガン / 海の色、空の色 / サクランボ / 青い風、緑：苔むす / 鶯色の時間 / 柔らかな草 / 花泥棒、灰色：シベリアで育った / グレイッシュ / ロマンスグレー / 翳る海
- 愛のいろ（2008年8月 集英社文庫）
  - 収録作品：橙色：三日間 / 夏の名残り / オレンジの叔母 / 大地の布、黄色：21 / レモンソーダ / ひよこ / ワイシャツの嘘、茶色：柿渋 / 風に乗る落ち葉 / 秋の雨 / 滲んだセピアのインク、赤：ナナカマド / 母のまぼろし / 赤い煉瓦に降る雪は / クリスマスの灯、ピンク：別の世界 / 撫子さん / 雪のファンタジィ / もっと、紫：靴はいらない / 空っぽの部屋 / 嫉妬の毛布 / 好きになる前に
- 冷たい水と、砂の記憶（2008年9月 河出書房新社 / 2011年11月 集英社文庫 改題『3センチヒールの靴』）
  - 収録作品：冷たい水と、砂の記憶 / 夏の終わり / よく冷えたもの / 赤と白のワインの空き瓶 / 冬休みを前に / 欅通りのカフェ・テラス / 雨宿の白い花 / Do you still love me? / 三年の後 / 微熱 / 世界にたった一つの香り / 風になびく青い風船 / 春宵の旅人 / 蛍結び / 白く贅沢な夜 / 水音 / 青いアーチを越えて、コルトレーンを聴く
- スノーホワイト（2008年12月 光文社 / 2011年12月 光文社文庫）
- おぼろ月（2009年12月 祥伝社 / 2012年10月 祥伝社文庫）
  - 収録作品：キャメルのコートを私に / 青い空のダイブ / タヒチアン・ダンスで会おう / おぼろ月 / 夜の虹 / 二人と犬の子 / 夜の街には、お砂糖がある

#### 2010年代
- リラを揺らす風（2011年3月 実業之日本社）
  - 【改題】暗闇のリラ（2014年3月 実業之日本社文庫）
- 尋ね人（2012年5月 新潮社 / 2015年1月 新潮文庫）
- 千年鈴虫（2012年10月 祥伝社 / 2016年7月 祥伝社文庫）
- 空しか、見えない（2013年4月 スターツ出版 / 2015年7月 集英社文庫）
- いそぶえ（2014年8月、PHP研究所）
- ボルケイノ・ホテル（2014年11月、光文社）
- シーソーメイル（2015年9月 PHP文芸文庫） - 大崎善生共著、ラジオドラマの書籍化
- 大沼ワルツ（2016年8月、小学館）
- 移植医たち（2017年8月、新潮社）
- セバット・ソング（2019年11月、潮出版社）

#### 2020年代
- 過怠（2022年10月、光文社）

### エッセイ
- 結婚しないかもしれない症候群（1990年11月 主婦の友社 / 1992年9月 角川文庫）
- 愛って何? '92（1991年12月 主婦の友社 / 1993年10月 角川文庫 『愛って何? ∞』に改題）
- 少女よ、大志を抱け（1993年3月 講談社 / 1996年4月 講談社文庫）
- 夏の猫と贈りもの（1993年11月 東京書籍 / 1997年11月 ハルキ文庫）
- サッド・カフェで朝食を（1994年10月 メディアパル / 2000年2月 幻冬舎文庫）
- ヒールを履いたかぐや姫（1995年11月 マガジンハウス / 1999年1月 集英社文庫 「恋して進化論」に改題）
- アリス広場で（1995年3月 みき書房）
- 時のない島 オーストラリア、ノーザン・テリトリーの旅（1995年4月 Tokyo FM出版）
- 結婚しないかもしれない症候群 男性版（1996年4月 主婦の友社 / 1999年9月 角川文庫）
- いつものお茶、いつもと違う猫（1997年3月 東京書籍 / 2000年3月 中公文庫）
- 野球に逢った日（対談集、1998年8月 ベースボール・マガジン社）
- ひとはなぜ愛するのか（河合雅雄対談、1998年11月 東京書籍）
- おやすみなさい、と彼が言う（1999年5月 世界文化社）
- モルディブ（1999年11月 スターツ出版）
- パワーウーマン 愛と自立のスケジュール（2000年11月 日本文芸社 / 2009年3月 PHP文庫 「透明な海の泳ぎかた」に改題）
- 10年後の「結婚しないかもしれない症候群」（2003年7月 草思社）
- 空色 水曜日（2004年6月 角川書店）
- イギリス、湖水地方を歩く（2004年8月 岩波書店）
- 宇宙の片隅で恋を語る（2009年5月 河出書房新社）
- チャイとミーミー（2012年4月 河出書房新社）
- ききりんご紀行（2016年11月 集英社）

### 共著
飛田和緒との共著
- 1DKクッキン（1993年6月 学習研究社 / 1997年5月 集英社文庫）
- お買物日記（1994年11月 集英社 / 1999年5月 集英社文庫）
- お買物日記 pt.2（1997年11月 主婦の友社 / 2000年6月 集英社文庫）
- 2DKクッキン おなかがすいたらつくってあげよう（1997年8月 集英社文庫）
- ごちそう山（2003年1月 集英社文庫）

### アンソロジー
「」内が谷村の作品
- 誘惑の芳香（「綿菓子と空」、1992年6月 講談社 / 1999年2月 講談社文庫）
- ホワイト・ラブ（「White love」、2000年2月 幻冬舎 / 2001年2月 幻冬舎文庫）
- Lovers（「キャメルのコートを私に」、2001年6月 祥伝社 / 2003年9月 祥伝社文庫）
- Friends（「青い空のダイブ」、2003年7月 祥伝社 / 2005年9月 祥伝社文庫）
- ナナイロノコイ（「これっきり」、2003年9月 角川春樹事務所 / 2006年5月 ハルキ文庫）
- 熟れた果実（「大地がお腹をすかせて」、2003年12月 徳間文庫）
- Love stories（「私にも猫が飼えるかしら」、2004年2月 水曜社）
- 靴に恋して（「赤い靴のソウル」、2004年9月 ソニー・マガジンズ）
- 夜の翼（「ウサギのビーズ」、2004年9月 全日出版）
- あなたと、どこかへ。（「娘の誕生日」、2005年5月 文藝春秋 / 2008年5月 文春文庫）
- めぐり逢い（「一夜」、2005年7月 ハルキ文庫）
- 最後の恋（「ヒトリシズカ」、2005年12月 新潮社 / 2008年12月 新潮文庫）
- 私らしくあの場所へ（「風になびく青い風船」、2006年3月 講談社 / 2009年5月 講談社文庫）
- 空を飛ぶ恋（「恩返し」、2006年6月 新潮文庫）
- 本当のうそ（「ジェリー・フィッシュの夜」、2007年12月 講談社）
- 眠れなくなる夢十夜（「こっちへおいで」、2009年6月 新潮文庫）

### 脚本
- ラジオドラマ DOCOMO シーソーメール〜SHE SAW MAIL〜 シーズン1、シーズン2（2010年4月-9月 TOKYO-FM）

### 翻訳
- クレイジー・コック（ヘンリー・ミラー著 1997年6月 幻冬舎）
- 猫がクラウン猫になるための秘密のルール（ブラッドフォード・テルフォード、マイケル・カーダー著 1999年5月 河出書房新社）
- シートンさんのどうぶつ記 1-3（2009年3月 創美社）
  - シートンの動物記 野性の「いのち」、6つの物語（2013年7月 集英社みらい文庫）

## 映像化作品

### 映画
- 海猫（2004年11月13日公開、監督：森田芳光、主演：伊東美咲）
- 余命（2009年2月7日公開、監督：生野慈朗、主演：松雪泰子）

### テレビドラマ
- 結婚しないかもしれない症候群（1991年10月19日 - 12月21日、日本テレビ系）
- Lovers（2003年1月3日、TBS系、出演：池脇千鶴・小雪、原作：キャメルのコートを私に）
- レッスンズ（2011年11月27日、関西テレビ・フジテレビ、主演：鈴木杏）
- 尋ね人（2012年11月3日、WOWOW、主演：夏川結衣）
- 白衣のなみだ（2013年4月1日 - 6月28日、東海テレビ・フジテレビ系、主演：水野美紀・平山あや・石黒英雄、原作：余命）

## 出演

### テレビ
- 「日本の旧家 広島県・上田家 - 武家茶道上田宗箇流第十六代宗家」(1996年 NHK)：インタビュアーとして当主家族を訪問。
- 「ネコメンタリー 猫も、杓子も。」（2024年9月5日、NHK）：保護猫ルルとの暮らし[7]。

### ラジオ
- 「真夏の夜の偉人たち - ジョニ・ミッチェルの光と影」(2018年8月23日、NHK-FM): ジョニ・ミッチェルの楽曲を特集した番組。選曲・進行を担当。[8][9]